# Nocturnes (Little Boots)
Nocturnes è il secondo album in studio della cantante inglese Little Boots, pubblicato nel 2013.

## Tracce
1. Motorway – 4:59
2. Confusion – 5:01
3. Broken Record – 4:33
4. Shake – 5:31
5. Beat Beat – 4:18
6. Every Night I Say a Prayer – 3:38
7. Crescendo – 5:42
8. Strangers – 6:39
9. All for You – 4:21
10. Satellite – 5:25

## Classifiche
| Classifica (2013) | Posizione massima |
| ----------------- | ----------------- |
| Regno Unito       | 45                |